# 馮顯
馮顯（1469年—16世紀），字德彰，北直隸保定府安肅縣人，明朝政治人物。

## 生平
馮顯是弘治五年（1492年）順天鄉試第九十名舉人，十二年（1499年）成己未科會試第一百九十四名，三甲第八名進士，獲授濟南推官，判刑明恕，調任廬州，到正德二年（1507年）入為授與河南道監察御史，執法嚴肅，劉瑾挑動他陷害吏部尚書許進，他不願意，而於六年（1511年）外調山東徐州兵備道副使。
正德七年（1512年）劉六劉七起義得平定，提督都御史陸完彈劾馮顯和都指揮使楊鼎、漕運都御史張縉、總兵顧仕隆等人失職，他被停止俸祿，不久調任九江兵備道副使。到十一年（1516年）他和九江知府黃相不和而遭對方誣陷侵欺紙米價，最終被奪俸三月處置，唯任內他能整治法令，使盜賊屏息，辭官後新安劉禮部尚書為他寫詩歌頌。

## 家族
曾祖馮成；祖馮珪，行太仆寺卿；父馮傑。前母王氏；母石氏；继母于氏。严侍下。兄永宁、永兴（医学训科）、永春、江。弟仲学。

## 引用
1. 1 2  光緒《樂清縣志·卷八·人物上》：馮顯，字德彰，進士拜御史出按中州，肅清執法，時逆瑾嗾公論冢宰，公不從外遷山東憲副備兵徐州。流寇猖獗，聞公至不敢犯境，及在告林下高風，新安劉大宗伯以詩頌之。
2. ↑  嘉慶《安肅縣志·卷六·選舉》：進士……明……宏治己未科 馮顯 字德彰，河南兵備副使，有傳……舉人……宏治壬子科 馮顯 見進士
3. ↑  《明武宗毅皇帝實錄·卷二十七》：（正德二年六月）丙申授知縣舒晟、張羽、冼光、洪範、吳祺、羅縉、嚴紘、田墀、仇惠、王璠、謝琛，推官馮顯、林季瓊、李雲、賀泰為試監察御史，晟浙江道，羽江西道，顯、季瓊河南道，光、雲陜西道，範、祺雲南道，縉湖廣道，紘山西道，泰廣東道，墀廣西道，惠貴州道，璠山東道，琛南京福建道。
4. ↑  《明武宗毅皇帝實錄·卷八十一》：（正德六年十一月癸丑）陞御史馮顯為山東按察司副使，整飭徐州等處兵備。
5. ↑  《明武宗毅皇帝實錄·卷八十七》：（正德七年五月戊辰）河南賊趨徐州黃家閘渡河，都指揮楊鼎率兵追之，偽僧首功，提督都御史陸完等劾奏鼎虛增賊級及徐州兵備副使馮顯縱賊渡河，漕運都御史張縉、總兵顧仕隆不能防遏，俱宜究〔治〕。命停顯俸，鼎令紀功官併勘功罪以聞，縉、仕隆降敕切責。
6. ↑  《明武宗毅皇帝實錄·卷八十八》：（正德七年閏五月）丙子調徐州兵備副使馮顯整飭九江兵備，以柳尚義代之。先是有旨復尚義為副使，令用之要衝，吏部乃諳以更顯。
7. ↑  《明武宗毅皇帝實錄·卷一百四十》：（正德十一年八月甲戌）江西九江府知府黃相與整飭九江兵備副使馮顯不恊，遂誣以侵欺紙米價白之撫按官，且謂兵備可革。事聞下廵按御史逮問，因劾相誣監司乞調用，顯亦自處未當宜量治，詔顯奪俸三月，相調用。
8. ↑  《欽定古今圖書集成·明倫彙編·氏族典·第二十五卷》：馮顯 按《畿輔通志》：「顯字德彰，安肅人。弘治間進士。授濟南府推官，讞獄明恕，復除廬州，入為監察御史，核餉甘肅，釐革宿弊。巡撫河南時，逆瑾忌吏部尚書許進，諷顯誣劾，顯不從。瑾怒，矯旨逮之，瑾伏誅，得免。陞山東副使，備兵徐州。改九江，法令大振，盜賊屏息。」
9. ↑  龚延明主编. . 宁波: 宁波出版社. 2016. ISBN 978-7-5526-2320-8. 《天一閣藏明代科舉錄選刊.登科錄》之《弘治十二年己未科進士登科錄》